# Железничка станица Сурчин
Железничка станица Сурчин је само теретна и једна од железничких станица Београдског железничког чвора. Налази се насељу Сурчин у градској општини Сурчин у Београду. Пруга се наставља у једном смеру ка Батајници и у другом према Остружници. Железничка станица Сурчин састоји се из 5 колосека.